# محوطه تخت چهار راه
محوطه تخت چهار راه مربوط به دوران‌های تاریخی پس از اسلام است و در شهرستان مینودشت، بخش گالیکش، روستای لوه واقع شده و این اثر در تاریخ ۲۷ مرداد ۱۳۸۲ با شمارهٔ ثبت ۹۷۳۸ به‌عنوان یکی از آثار ملی ایران به ثبت رسیده است.